# Ambrosero
Ambrosero est un village dans la municipalité de Bárcena de Cicero (Cantabrie, Espagne), qui dépend administrativement de Gama. Connu surtout pour son usine de fabrication de tubes de Blansol, et son célèbre hôtel.
Barbara Blomberg, la mère de Don Juan d'Autriche, y a séjourné jusqu'à sa mort.